# Kanton Brive-la-Gaillarde-4
Der Kanton Brive-la-Gaillarde-4 ist ein französischer Wahlkreis  im Arrondissement Brive-la-Gaillarde, im Département Corrèze und in der Region Nouvelle-Aquitaine. Er umfasst den südlichen Teil der Stadt Brive-la-Gaillarde.

## Politik
| Vertreter im Departementrat | Vertreter im Departementrat  | Vertreter im Departementrat |
| Amtszeit                    | Namen                        | Partei                      |
| --------------------------- | ---------------------------- | --------------------------- |
| 2015–                       | Najat Deldouli Franck Peyret | UMP                         |